# Jobinia paranaensis
Jobinia paranaensis là một loài thực vật có hoa trong họ La bố ma. Loài này được Fontella & C. Valente mô tả khoa học đầu tiên năm 1969.